# 플라이페이퍼 (2011년 영화)
《플라이페이퍼》(영어: Flypaper)는 2011년 개봉된 범죄 코미디 영화로, 롭 밍코프가 감독하였다. 8월 21일 미국에서 개봉하였다.

## 줄거리
강박증 환자 트립은 어느 날 은행에 들어가 현금 출납 담당 케이틀린에게 100 달러를 동전으로 교환해 달라는 무리한 요구를 한다. 이상하게 개인적인 일에 참견을 하는 트립은 케이틀린이 결혼한다는 사실까지 알게 된다.
그렇게 100 달러를 교환해 주는 동안 2 팀의 강도들이 은행을 털러 들어온다. 너무 뜬금없는 우연에 두 강도 팀은 서로에게 총을 겨눈다. 눈치를 보는 사이 알 수 없는 총격으로 잭 헤이스라는 인질 한 사람이 죽자 총격전이 시작된다. 강박증 증세가 심해진 트립은 집착적으로 헤이스의 죽음에 대해 알아내려고 한다.
트립이 개입하여 총격전은 멈추고, 두 강도 팀은 협의에 들어간다. 어눌한 피넛 버터와 젤리로 이뤄진 강도 팀은 ATM을 털기로 하고, 세 명의 강도가 뭉친 다른 한 팀은 금고를 털기로 한다. 그렇게 인질들은 한곳에 갇히고, 강도들은 각자 제 할 일에 몰입하여 오로지 돈에 집착한다.
트립은 진정제가 떨어져 강박증 증세가 악화된다. 트립은 잭 헤이스의 죽음에 대한 집착을 버리지 못하고 머리를 쓰기 시작한다. 트립은 천장을 통해 갇혀 있던 방을 탈출하여 헤이스의 시체와 그의 총을 발견한다. 이 총이 FBI의 것임을 아는 트립은 헤이스의 죽음이 우연이 아니라 살인이라고 추리를 한다. 그리고 미첼이라는 은행 컴퓨터 기사가 강도들에게 폐점 시간에 즈음해 시스템을 재시작하기 때문에 보안이 취약하다는 사실을 알려주고 돈을 받았다는 사실도 알아낸다.
그렇게 끝없는 추리를 통해 와인스틴이라는 강도가 헤이스를 죽였다는 사실을 밝히지만 와인스틴은 미첼과 총을 맞고 죽어 있는 상태로 발견된다. 정황상 미첼과 와인스틴이 서로를 살해한 것으로 보인다. 데리언이란 강도는 계획을 포기하고 나갈 궁리를 하다가 터지게 조작돼 있는 용접용 버너를 쓰는 바람에 죽음을 맞이한다.
그 사이 트립은 두 강도 팀에게 은행을 털라고 한 팩스와 찬장에서 사망한 채 발견된 스위스 은행 대표를 이곳으로 부른 팩스를 보게 되고, 팩스들이 모두 같은 프린터 드럼으로 인한 흠이 있으므로 같은 기계에서 인쇄됐다는 사실을 알게 된다. 트립은 연방수사국(FBI) 은행 강도 수배 대상 1위인 바이셀러스 드럼이 처음부터 두 팀의 강도, 스위스 은행 대표, 나아가 FBI 요원, 미첼 혹은 그 이상을 죽이려고 계획한 것임을 모두에게 알린다. 사태의 심각성을 모른 채 강도들은 끈끈이(Flypaper)에 끌려 들어가는 파리들마냥 돈에 눈이 멀어 강도질을 포기하지 않고 진행한다.
트립과 케이틀린은 바이셀러스 드럼이 실제 은행에 있다면 정전 상태로 만든 뒤 암시경을 쓰고 모두를 죽여 버릴 거라고 추정한다. 둘은 불을 꺼버리고 누가 암시경을 가져가나 지켜보고 바이셀러스 드럼이 은행 지점장 고든 블라이드라는 사실을 알게 된다. 지점장은 살아남은 인질들과 강도들에게 죽임을 당한다. 그렇게 추리극은 끝이 나고, 인질들은 살아 나가고 피넛 버터와 젤리는 돈 가방을 들고 도망을 간다.
그렇게 모두가 각자의 길을 나아갈 즈음 트립은 케이틀린 역시 이 은행을 털러 왔다는 것을 알아낸다. 케이틀린의 정체는 FBI 은행 강도 수배 대상 3위 알렉시스 블랙으로, 블라이드와 바이셀러스 드럼의 계획을 미리 알고 결혼 준비를 하는 약혼자로 위장해 의심의 눈초리를 피할 수 있는 결혼 선물 박스를 준비해 와 돈을 훔쳐 가려고 했던 것이다. 케이틀린의 원래 계획은 다른 강도 두 팀의 우연한 등장 때문에 망했지만 두 강도 팀이 일을 엉망진창으로 진행한 덕분에 기회를 얻어 잔고가 열리자 사람들의 눈을 피해 결혼 선물 박스에 돈을 넣어 숨겼던 것이다. 이 모든 것을 추리로 알아낸 트립은 오히려 범죄자 케이틀린에게 더 많은 관심을 쏟는다. 사랑에 빠진 트립은 케이틀린에게 고백을 하고 다음 범죄를 공모하며 함께 떠난다.

## 출연진
- 패트릭 뎀프시 - 트립 케네디 역
- 애슐리 저드 - 케이틀린 네스트 역
- 팀 블레이크 넬슨 - 빌리 레이 “피넛 버터” 매클라우드 역
- 메카이 파이퍼 - 데리언(DMX) 역
- 맷 라이언 - 루퍼트 게이츠 역
- 제프리 탬버 - 고든 블라이드 역
- 존 벤티밀리아 - 와인스틴 역
- 프루잇 테일러 빈스 - 와이엇 “젤리” 젱킨스 역
- 커티스 암스트롱 - 미첼 울프 역
- 롭 휴블 - 렉스 뉴바워 역
- 에이드리언 마티네즈 - 클린 씨 역
- 옥타비아 스펜서 - 매지 위긴스 역

## 제작

### 각본
이 영화의 각본을 쓴 존 루커스와 스콧 무어는 《행오버》(2009)의 작가들이기도 하다.

### 섭외
주연 트립 역으로 패트릭 뎀프시가 뽑혔다. 애슐리 저드가 연방수사국(FBI)의 은행 강도 수배 대상 3위이며 본명이 알렉시스 블랙인 케이틀린 역을 맡고, 나머지 강도 데리언, 게이츠, 피넛 버터, 젤리, 와인스틴 역으로 메카이 파이퍼, 맷 라이언, 팀 블레이크 넬슨, 프루잇 테일러 빈스, 그리고 존 벤티밀리아가 섭외되었다. FBI 은행 강도 수배 대상 1위인 문제의 바이셀러스 드럼 역은 제프리 탬버가 맡았다.

### 촬영
영화는 2010년 6월부터 루이지애나주 배턴루지에서 찍었다.

## 반응
인터넷 상 곳곳의 영화 관련 사이트에서 6.3 또는 7.09 등의 평점을 받았다. IFC 스튜디오에서 제작한 이 작품은 미국에서 총 2개의 영화관에서 상영을 하여 첫 개봉 날 1,098 달러의 수익금을 보았고, 미국에서 총 5,043 달러의 수익금이 나왔다.